# Чёрный сокол
Чёрный сокол (лат. Falco subniger) — птица семейства соколиных, эндемик Австралии. Считается самым малоизученным соколом Австралии.

## Описание
Длина взрослой птицы от клюва до хвоста 45—56 см (в среднем 50 см), хвост составляет около половины длины. Самки крупнее самцов — это форма полового диморфизма. Средняя масса самок 833 г, самцов — 582 г. Размах крыльев 95—115 см.
Окраска от тёмно-коричневого до чёрного; неполовозрелые, как правило, темнее взрослых; нижние перья двухцветные (летные перья слегка бледнее); взрослые могут иметь заметную темную полосу под глазом. Иногда у птиц может быть белый подбородок, пятна на подкрылках или полоски на подкрылках. Cere, глазное кольцо и ноги бледно-серые (или бледно-сине-серые); глаз темно-коричневый, кончик клюва чёрный. Когти чёрные.
Тело сокола обтекаемое, с относительно длинным хвостом и стройным телосложением. Крылья длинные и заострены к кончику крыла.

## Таксономия
Чёрный сокол принадлежит к семейству соколиные, так же как и другие три вида соколов, встречающиеся в Австралии: коричневый сокол (Falco hypoleucos) и сапсан (Falco peregrinus).
Генетический анализ показал, что чёрный сокол может быть ранним ответвлением подсемейства Hierofalcon Старого Света, таких как балобан (Falco cherrug) и лаггар (Falco jugger).

## Распространение и среда обитания
Чёрный сокол широко распространен по всей материковой Австралии, за исключением густых лесных районов. Этот вид встречается лишь в южной части штата Вашингтон и редко встречается в прибрежных районах юго-восточной Австралии. Общая площадь распределения оценивается в 5 910 000 км2. Среда обитания черного сокола обычно находится в засушливых и полузасушливых зонах.

## Питание

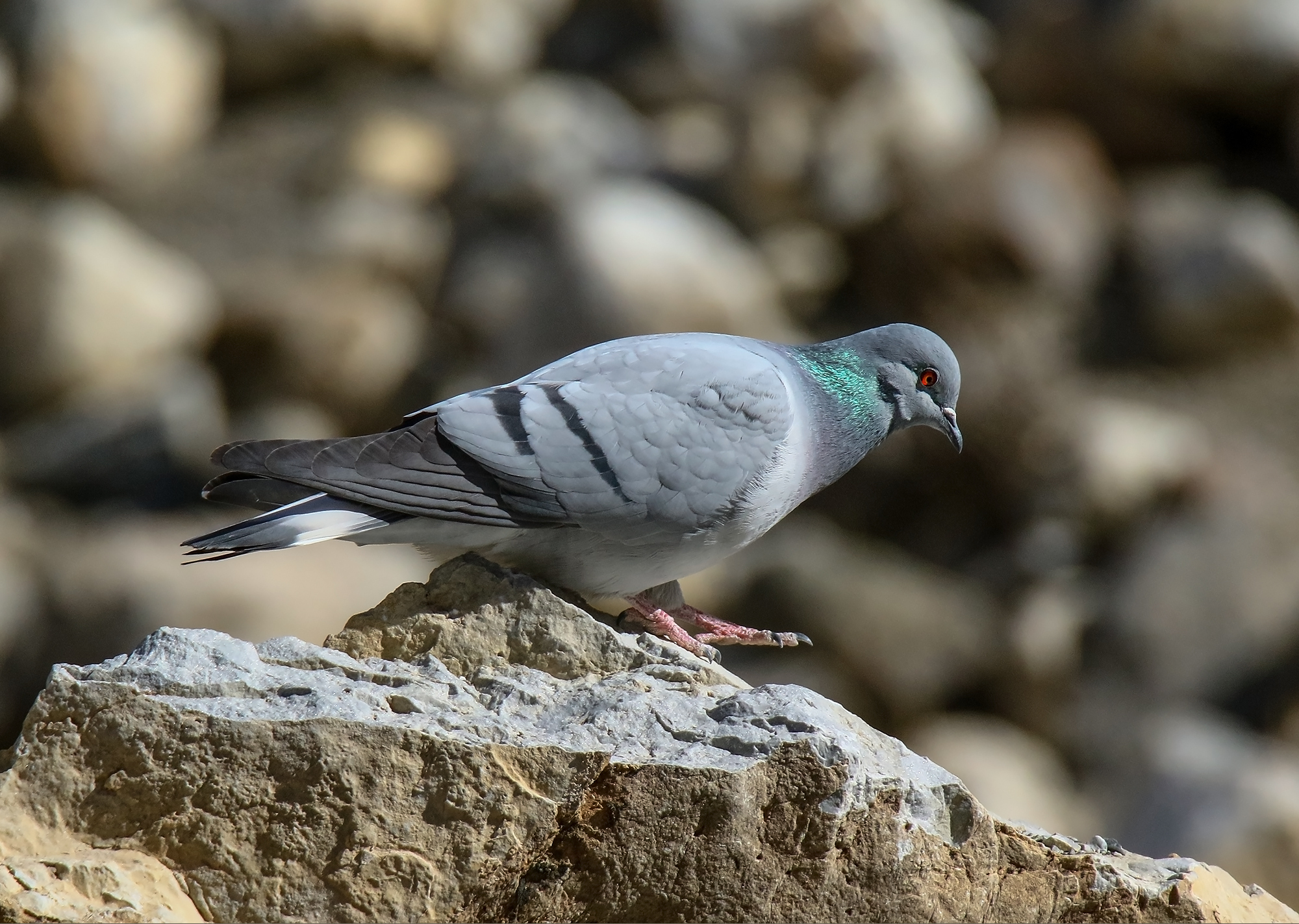
Скалистый голубь — добыча чёрного сокола

Питание чёрного сокола в основном состоит из птиц, от зяблика до размера какаду, но также и мелкими млекопитающими (кроликами, мышами и крысами), насекомыми и падалью. Птичьи виды включают Ocyphaps lophotes и дикого скального голубя Columba livia.

## Популяция и охранный статус
Чёрный сокол внесен в список МСОП как вызывающий наименьшую озабоченность. Как правило, считается редким, необычным и кочевым, но имеет по крайней мере одну крепость во внутреннем Квинсленде. Он внесен в список уязвимого в Новом Южном Уэльсе и Виктории.
В 2009 году BirdLife International оценила популяцию чёрного сокола между 670 и 6700 взрослых особей, с устойчивой тенденцией размножения.